# Затемнення

Сонячне затемнення в 1999 у Франції

Зате́мнення (також затьма́рення) — явище, коли одне небесне тіло тимчасово закриває світло від іншого небесного тіла.
Можливі варіанти,
коли небесне тіло закриває світило від спостерігача (Сонячне затемнення, затемнення у системах подвійних зір тощо) або
спостерігається перебування одного небесного тіла в тіні іншого: Місячне затемнення, затемнення супутників планет (в останньому разі розташування світила щодо спостерігача не має значення).

## Класифікація затемнень

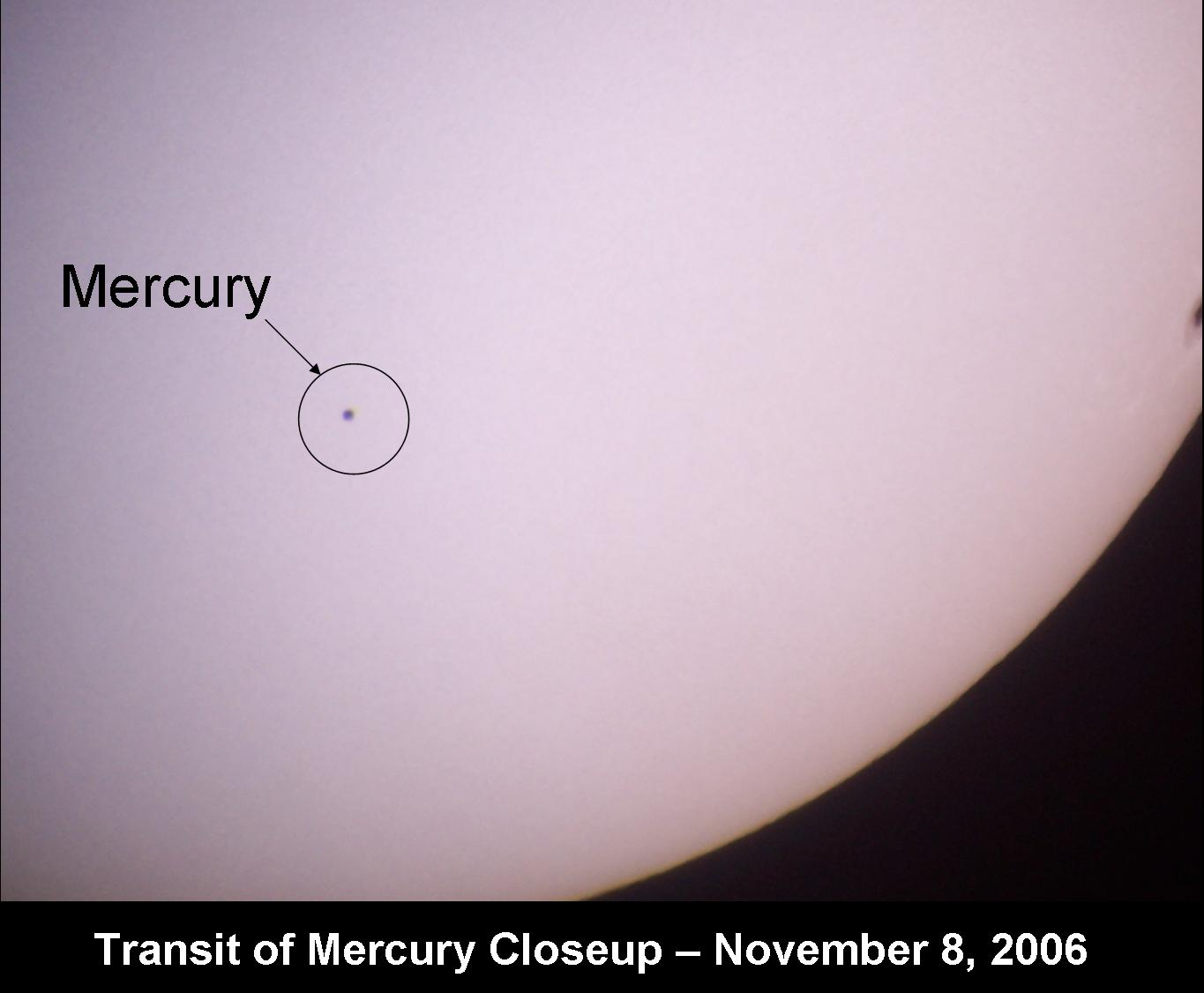
Проходження Меркурія диском Сонця

Спостерігачу з планети Земля найбільш відомі затемнення Місяця (місячні) і Сонця (сонячні).
Крім затемнень Місяця і Сонця, відбуваються затемнення й інших небесних тіл. Наприклад, планети можуть закривати зорі, коли потрапляють на шлях світла від них до Землі. Існує багато подвійних і кратних зір, що обертаються одна навколо одної. Роздільної здатності телескопів може бути недостатньо, щоб побачити ці зорі окремо, але затемнення однієї зорі іншою спостерігаються як варіації блиску затемнено-змінних зір.
У разі значної різниці в кутових розмірах затемнюючого та затемненого тіл замість терміна затемнення вживають інші означення:
- коли кутовий діаметр темного тіла значно перевищує розмір світила, мову ведуть про покриття: покриття зірки планетою (супутником, кільцями тощо)
- коли кутовий діаметр світила значно більший, ніж тіла, яке його закриває, таке явище називають проходженням (англ. transit): проходження Меркурія або Венери над диском Сонця, проходження супутників над диском планети

## Затемнення Місяця
Затемнення Місяця настає, коли Місяць входить до конуса тіні, яку відкидає Земля. Діаметр плями тіні Землі на відстані 360 000 км (радіус орбіти Місяця) становить близько 2,5 діаметрів Місяця, тому Місяць може бути затінено повністю.
У кожен момент затемнення ступінь покриття диска Місяця земною тінню виражається фазою затемнення Ф. Величина фази визначається відстанню від центру Місяця до центра тіні . В астрономічних календарях наводиться величини Ф и 0 для різних моментів затемнення.
Коли Місяць під час затемнення входить у тінь Землі повністю, кажуть про повне затемнення Місяця, якщо частково — про часткове затемнення.
Затемнення Місяця на Землі, для спостерігача з Місяця виглядає як Затемнення Сонця на Місяці.

### Напівтіньове затемнення
Навколо конуса тіні Землі є ділянка простору, у якій Земля закриває Сонце лише частково (півтінь). Якщо Місяць проходить ділянку півтіні, але не входить у тінь, відбувається напівтіньове затемнення. Яскравість Місяця дещо зменшується, але таке зменшення неозброєним оком непомітне й фіксується лише приладами. Лише коли Місяць у напівтіньовому затемненні проходить поблизу конуса повної тіні, на ясному небі можна помітити деяке потемніння з одного боку місячного диска.

### Повне затемнення
Місячне затемнення спостерігається на половині території Землі (там, де на час затемнення ніч). Вид затіненого Місяця з будь-якої точки спостереження однаковий. Повна фаза місячного затемнення може тривати більше півтори годин.
Під час затемнення (навіть повного) Місяць не зникає повністю, а стає темно-червоним. Цей факт пояснюється тим, що Місяць, навіть у фазі повного затемнення, залишається освітленим. Сонячні промені, що проходять дотично до земної поверхні, розсіюються в атмосфері Землі і внаслідок цього розсіювання частково досягають Місяця. Оскільки земна атмосфера найпрозоріша для променів червоної частини спектру, переважно саме ці промені сягають поверхні Місяця під час затемнення, що й пояснює зміну кольору місячного диска.

## Затемнення Сонця
Затемнення Сонця на Землі відбувається, коли Місяць розташовується між спостерігачем і Сонцем, і закриває (затемнює) його. Оскільки Місяць світить відбитим світлом, і в цей час звернений до Землі неосвітленою стороною, то, перед затемненням Сонця, з Землі не видно Місяця (молодик). Створюється враження, що Сонце вкривається чорнотою невідомої природи. Під час сонячного затемнення космонавти, що перебувають на орбіті можуть спостерігати на поверхні Землі тінь від Місяця. Ті спостерігачі на Землі, які перебувають у цій тіні, і спостерігають сонячне затемнення. Отже, для спостерігача з Місяця затемнення Сонця на Землі можна назвати покриттям тінню від Місяця.
Конус тіні Місяця, природно, набагато менший Землі, тому сонячне затемнення спостерігається лише на тій території, якою пересувається місячна тінь. Оскільки орбіта Місяця еліптична, відстань між Землею та Місяцем у момент затемнення може бути різною, відповідно, різним буває й діаметр плями місячної тіні на поверхні Землі. При досить близькому розташуванні Місяця до Землі, конус місячної тіні досягає земної поверхні. Таке затемнення називається повним сонячним затемненням. Наземний спостерігач, що перебуває в смузі проходження тіні, буде бачити, що Місяць закриває Сонце повністю, небо темніє, на ньому з'являються зорі. Навколо схованого Місяцем сонячного диска можна спостерігати сонячну корону, яку зазвичай не видно через яскраве світло Сонця. Для нерухомих наземних спостерігачів повна фаза триває не більше кількох хвилин. Мінімальна швидкість руху місячної тіні по земній поверхні становить трохи більше 1 км/с.
Смуга повного затемнення може досягати завширшки близько двохсот кілометрів. Спостерігачі, що перебувають поблизу смуги повного затемнення, можуть бачити часткове сонячне затемнення. При частковому затемненні Місяць проходить по диску Сонця не точно по центру, приховуючи тільки його частину. Небо темніє набагато слабше, ніж під час повного затемнення, зорі не з'являються. Часткове затемнення може спостерігатися неозброєним оком на відстані близько двох тисяч кілометрів від зони повного затемнення.
Повнота сонячного затемнення також виражається фазою Φ. Максимальна фаза часткового затемнення зазвичай позначається у відсотках (долях одиниці) фази повного затемнення. Повна фаза може бути більше одиниці, наприклад 1,01, якщо видимий діаметр місячного диска перевищує діаметр видимого сонячного диска. Фази часткового затемнення мають позначення 0,90, 0,85 тощо На краю місячної півтіні фаза дорівнює 0.
Сонячне затемнення називають повним, якщо хоча б де-небудь на поверхні Землі можна спостерігати явище повного сонячного затемнення. Якщо затемнення може спостерігатися тільки як часткове (таке буває, коли конус тіні Місяця проходить поблизу земної поверхні, але не торкається її), затемнення класифікується як часткове. Крім повних і часткових сонячних затемнень, бувають кільцеподібні затемнення (annual eclipse). Кільцеподібне затемнення відбувається, коли під час затемнення Місяць перебуває на великій віддалі від Землі і конус тіні проходить над земною поверхнею, не досягаючи неї. Візуально під час кільцеподібного затемнення Місяць проходить по диску Сонця, але виявляється дещо меншим Сонця за діаметром, і не може сховати його повністю. У максимальній фазі затемнення Сонце майже повністю закривається Місяцем, але навколо нього видно яскраве кільце незакритої частини сонячного диска. Небо під час кільцеподібних затемнень залишається світлим, зорі не з'являються, спостерігати корону Сонця неможливо.
Коли ми спостерігаємо затемнення Сонця, то мешканці Місяця могли б бачити «затемнення Землі»: наша планета, що світить блакитним світлом, у цей момент для них темніє, оскільки на неї падає тінь від Місяця. Правда, тінь від Місяця невелика і тому потемніння земного диску для місячного спостерігача незначне.

### Чорний День
Непояснене явище «Чорний День» відбулося на території Північної Америки 19 травня 1780 року о 13.25 годин за місцевим часом, коли Сонце незрозуміло від чого потьмяніло в той час, коли на території Англії Місяць (за 150 градусів від Сонця) мав вигляд «як кров»
- Біблія син.: Откр.6:12; Марко 13:24
- «Повний тлумачний словник Вебстера»
- газета «Бостон Індепендент Кроникл» від 22.05.1780

## Повторюваність затемнень
Наразі існують математичні моделі, що досить точно описують рух Місяця, Землі та планет. Завдяки їм за допомогою комп'ютерів розташування будь-яких об'єктів на небі можна обчислити з високою точністю, на тисячі років у минулому чи майбутньому. Але й до появи сучасних обчислювальних засобів і математичних моделей учені вміли передбачати сонячні й місячні затемнення. За історичними відомостями близькосхідні й китайські вчені кілька тисяч років тому робили це. Успішно передвбачали затемнення й у часи античності.
Якби орбіта Місяця лежала в площині екліптики, щомісяця (точніше кажучи — кожні 29,5 доби) на Землі спостерігалося б одне місячне затемнення (у повню) і одне сонячне (у молодик). Але нахил місячної орбіти становить близько 5 градусів, тому для затемнення необхідно, щоб Місяць під час молодика або повні перебував поблизу одного з вузлів орбіти (поблизу точки перетину орбіти й екліптики). Такі збіги стаються нечасто й нерегулярно, що і є причиною порівняної рідкості затемнень. Багаторічні спостереження затемнень довели, що місячні й сонячні затемнення відбуваються із періодом 6585,3 доби, або 18 років, 11 днів і трохи менше 8 годин. Цей період називається саросом. За один сарос відбувається 28 місячних і 43 сонячних затемнення (із них — 15 часткових, 15 кільцеподібних й 13 повних). Всупереч широко розповсюдженій омані, загалом місячні затемнення відбуваються рідше сонячних. Однак місячне затемнення спостерігається на половині земної кулі, сонячне ж — тільки у вузькій смузі. Через те, що сарос не кратний добі, смуга затемнення наступного разу проходить не там, де вона проходила попередного. Тому повні сонячні затемнення в одній місцевості справді повторюються дуже рідко: у середньому один раз за триста років. Саме тому спостерігач, що мешкає в одному місці, може бачити протягом свого життя багато місячних затемнень і жодного сонячного. Так, наприклад, у Москві за історичний період зафіксовано чотири повних сонячних затемнення: 1140, 1450, 1476 й 1887 років, а наступне буде спостерігатися 2126 року. 
Сарос був відомий ще астрономам Стародавнього Єгипту й Вавилону. Завдяки саросу давні астрономи досить точно передбачали затемнення, не маючи ні чіткого уявлення про небесну механіку, ні обчислювальних пристроїв. Справді, для того, щоб пророчити дату й час затемнення, досить мати перелік останніх затемнень, що відбувалися, і додати до дати й часу кожного з них ціле число саросів. Передбачення місячних затемнень взагалі не становить труднощів. Із сонячними затемненнями трохи складніше, оскільки потрібно враховувати, що наступного саросу смуга затемнення проходитиме в іншому місці, і вміти розраховувати це місце. Для полегшення обчислення сонячних затемнень давні вчені користувалися потрійним саросом — періодом, що дорівнює 19 755,9 діб, що мало відрізняється від цілого числа.
Передбачення затемнень за саросом дають прийнятну точність у межах 300 років, на більших відрізках часу накопичуються дрібні похибки, що може призводити до помилок.

## Роль затемнень у культурі й науці
З найдавніших часів сонячні й місячні затемнення, як і інші рідкісні астрономічні явища, такі як поява комет, сприймалися як погані події. Люди боялися затемнень, тому що вони відбуваються рідко і є незвичними й лячними явищами природи. У багатьох культурах затемнення вважали провісниками нещасть і катастроф (особливо це стосувалося місячних затемнень, мабуть, через червоний колір затіненого Місяця, що асоціювалося з кров'ю). У міфології затемнення пов'язували із боротьбою вищих сил, одна з яких намагається порушити сталий порядок у світі («погасити» або «з'їсти» Сонце, «убити» або «залити кров'ю» Місяць), а інша — зберегти його. Повір'я одних народів вимагали повної тиші й бездіяльності під час затемнень, інших, навпаки, активних чаклунських дій для допомоги «світлим силам». Якоюсь мірою таке ставлення до затемнень зберігалося аж до нових часів, попри те, що механізм затемнень було вже давно вивчено.
Разом із тим спостереження затемнень надали науці багато цікавих матеріалів. У давнину спостереження затемнень допомагали вивчати небесну механіку й розібратися з будовою Сонячної системи.
- Спостереження тіні Землі на Місяці дало перше «космічне» доведення факту кулястості нашої планети. Арістотель уперше звернув увагу на те, що форма земної тіні під час місячних затемнень завжди округла, що доводить кулястість Землі.
- Важливу роль у вивченні внутрішніх планет Сонячної системи відіграли спостереження їх проходжень над сонячним диском. Так, М. Ломоносов, спостерігаючи 1761 року проходження Венери перед диском Сонця, уперше (за 30 років до Шретера й Гершеля) відкрив атмосферу цієї планети (під час торкання планетою краю сонячного диска спостерігалося заломлення сонячних променів у вигляді світлого кільця).
- На підставі спостережень затемнень супутників Юпітера Оле Ремер зміг уперше визначити швидкість світла (1765).
- Сонячні затемнення дозволили розпочати вивчення сонячної корони, яку неможливо спостерігати з Землі в інший час.
- Під час сонячних затемнень вперше зафіксовано явище викривлення світлових променів у гравітаційному полі (1919), що стало одним з перших експериментальних доведень загальної теорії відносності.
- Під час покриття Ураном зорі SAO 158687 виявлено його кільця (1977).

### Затемнення в кіно
- Книга Стівена Кінга «Долорес Клейборн» описує вбивство під час сонячного затемнення. За книгою поставлено однойменний фільм.
- Затемненню на іншій планеті присвячено фільм «Цілковита пітьма» («Pitch Black»)